# 젠린
주식회사젠린(일본어: 株式会社ゼンリン, 도쿄: 9474)는 일본의 지도 정보 조사·제작·판매를 하는 기업이다.
일본 국내에서 존재하는 디지털 지도 조제 업체이다. 지도 정보 회사로서 일본 국내 최대이고. Zenrin(젠린)에서 조사한 정보를 토대로 주택 지도와 GIS등을 제작·판매하고있다.
그리고 야후재팬 지도를 비롯한 디지털 지도나 자동차 네비게이션 등을 다른 회사에 지도 정보를 제공한다.